# Kristina Berg
Kristina Berg (* 9. August 1979) ist eine dänische Judoka.

## Biografie
Kristina Berg ist Trägerin des 2. Dan. In ihrer Gewichtsklasse bis 57 Kilogramm wurde sie fünf Mal dänische Meisterin. Außerdem kämpfte Kristina Berg in der 1. deutschen Damen-Bundesliga von 1999 bis 2003 für den Judoklub TS Einfeld.
Als einmaliges Kuriosum in der dänischen Judogeschichte ist zu bemerken, dass Kristina Berg und ihre beiden Schwestern Betina und Rikke in den Jahren 2002 und 2003 in ihren jeweiligen Gewichtsklassen gleichzeitig die dänische Meisterschaft gewonnen haben. Nach einer zweijährigen Judopause, innerhalb derer sie eine Trainerausbildung absolviert und die A-Lizenz erworben hat, belegte Kristina Berg bei den dänischen Meisterschaften 2007 den 1. Platz in der Gewichtsklasse bis 63 kg. Kristina Berg ist Mitglied des Judoklubben Mitani in Kopenhagen.

## Größte Erfolge (Auswahl)
- 1996 – Swedish Open 2. Platz
- 1997 – Budo Nord Int. 1. Platz
- 1999 – Holstein open Int. 1. Platz
- 2000 – Venray Tournament 3. Platz
- 2000 – Int. Mühlrad Cup Deutschland 1. Platz
- 2001 – Matsumae Cup Int. 2. Platz
- 2001 – Holstein open Int. 1. Platz
- 2001 – Venray Tournament 3. Platz
- 2001 – Kieler Woche Int. 2. Platz
- 2002 – Nordische Meisterschaften 2. Platz
- 2007 – Dänische Meisterschaft 1. Platz